# المقرة (مطالسة)
المقرة هو دُوَّار يقع بجماعة رأس الواد، إقليم تاونات، جهة فاس مكناس في المملكة المغربية. ينتمي الدوّار لمشيخة مطالسة التي تضم 24 دوار. يقدر عدد سكانه بـ 231 نسمة حسب الإحصاء الرسمي للسكان والسكنى لسنة 2004.

## روابط خارجية
- البوابة الوطنية للجماعات الترابية
- المندوبية السامية للتخطيط